# Werner Senger
Werner Senger (* 20. Jahrhundert) ist ein ehemaliger deutscher Handballspieler.
Werner Senger studierte an der Technischen Hochschule Dresden im Fachgebiet "Werkzeugmaschinen – Konstruktion" und spielte für den SC Dynamo Berlin.
Im Aufgebot der Männer-Handballnationalmannschaft der DDR spielte Werner Senger bei der Feldhandball-Weltmeisterschaft (WM) 1963, bei der er mit der Mannschaft der DDR Weltmeister wurde, sowie bei der Hallenhandball-WM 1967 und der Hallenhandball-WM 1970, bei der er Vize-Weltmeister wurde.